# Rally de Suecia de 2011
El Rally de Suecia de 2011, oficialmente 59th Rally Sweden, fue 59.ª edición y la primera ronda de la temporada 2011 del Campeonato Mundial de Rally. Se celebró en las cercanías de Karlstad (Varmland) entre el 10 y el 13 de febrero y contó con un itinerario de veintidós tramos sobre nieve que sumaban un total de 351.00 km cronometrados. Fue también la primera ronda del campeonato de producción.

## Itinerario y ganadores
| Día            | Tramo | Hora  | Nombre                         | Distancia | Ganador                           | Tiempo  | Vel. media  | Líder rally          |
| -------------- | ----- | ----- | ------------------------------ | --------- | --------------------------------- | ------- | ----------- | -------------------- |
| Día 1 (10 Feb) | SS1   | 20:04 | Karlstad Super Special Stage 1 | 1.90 km   | Per-Gunnar Andersson              | 1:39.7  | 68.61 km/h  | Per-Gunnar Andersson |
| Día 2 (11 Feb) | SS2   | 07:58 | Vargåsen 1                     | 24.63 km  | Mads Østberg                      | 14:41.9 | 100.54 km/h | Mads Østberg         |
| Día 2 (11 Feb) | SS3   | 09:39 | Likenäs 1                      | 20.78 km  | Per-Gunnar Andersson              | 12:10.1 | 102.46 km/h | Mads Østberg         |
| Día 2 (11 Feb) | SS4   | 10:55 | Løvhaugen 1                    | 19.26 km  | Mads Østberg                      | 11:36.5 | 99.55 km/h  | Mads Østberg         |
| Día 2 (11 Feb) | SS5   | 14:13 | Vargåsen 2                     | 24.63 km  | Per-Gunnar Andersson Mads Østberg | 14:05.0 | 104.93 km/h | Mads Østberg         |
| Día 2 (11 Feb) | SS6   | 15:54 | Likenäs 2                      | 20.78 km  | Sébastien Ogier                   | 11:39.5 | 106.94 km/h | Mads Østberg         |
| Día 2 (11 Feb) | SS7   | 17:10 | Løvhaugen 2                    | 19.26 km  | Jari-Matti Latvala                | 10:49.7 | 106.72 km/h | Mads Østberg         |
| Día 3 (12 Feb) | SS8   | 08:00 | Lesjöfors 1                    | 15.00 km  | Sébastien Loeb                    | 9:38.4  | 93.36 km/h  | Mads Østberg         |
| Día 3 (12 Feb) | SS9   | 09:01 | Sågen 1                        | 14.23 km  | Petter Solberg                    | 7:44.0  | 110.41 km/h | Mads Østberg         |
| Día 3 (12 Feb) | SS10  | 10:06 | Fredriksberg 1                 | 18.15 km  | Per-Gunnar Andersson              | 10:55.8 | 99.63 km/h  | Mads Østberg         |
| Día 3 (12 Feb) | SS11  | 11:08 | Värmullsåsen 1                 | 15.42 km  | Petter Solberg                    | 8:40.2  | 107.40 km/h | Mikko Hirvonen       |
| Día 3 (12 Feb) | SS12  | 13:26 | Lesjöfors 2                    | 15.00 km  | Sébastien Loeb                    | 9:35.3  | 93.86 km/h  | Mikko Hirvonen       |
| Día 3 (12 Feb) | SS13  | 14:27 | Sågen 2                        | 14.23 km  | Sébastien Loeb                    | 7:50.1  | 108.97 km/h | Mikko Hirvonen       |
| Día 3 (12 Feb) | SS14  | 15:32 | Fredriksberg 2                 | 18.15 km  | Sébastien Ogier                   | 11:02.2 | 98.67 km/h  | Mikko Hirvonen       |
| Día 3 (12 Feb) | SS15  | 16:34 | Värmullsåsen 2                 | 15.42 km  | Sébastien Loeb                    | 8:45.7  | 105.60 km/h | Mikko Hirvonen       |
| Día 3 (12 Feb) | SS16  | 20:00 | Karlstad Super Special Stage 2 | 1.90 km   | Petter Solberg                    | 1:38.9  | 69.16 km/h  | Mikko Hirvonen       |
| Día 4 (13 Feb) | SS17  | 07:51 | Torntorp 1                     | 19.21 km  | Mikko Hirvonen                    | 9:49.2  | 117.37 km/h | Mikko Hirvonen       |
| Día 4 (13 Feb) | SS18  | 08:43 | Gustavsfors 1                  | 4.16 km   | Mikko Hirvonen                    | 2:22.1  | 105.39 km/h | Mikko Hirvonen       |
| Día 4 (13 Feb) | SS19  | 09:37 | Rämmen 1                       | 22.76 km  | Mikko Hirvonen                    | 11:55.3 | 114.55 km/h | Mikko Hirvonen       |
| Día 4 (13 Feb) | SS20  | 12:09 | Torntorp 2                     | 19.21 km  | Jari-Matti Latvala                | 10:00.0 | 115.26 km/h | Mikko Hirvonen       |
| Día 4 (13 Feb) | SS21  | 13:31 | Rämmen 2                       | 22.76 km  | Jari-Matti Latvala                | 12:12.9 | 111.80 km/h | Mikko Hirvonen       |
| Día 4 (13 Feb) | SS22  | 15:08 | Gustavsfors 2 (Power Stage)    | 4.16 km   | Sébastien Ogier                   | 2:22.7  | 104.95 km/h | Mikko Hirvonen       |

### Power Stage
- El Rally de Suecia estrenó el Power stage, una novedad del campeonato del mundo que se introdujo en la temporada 2011. El último tramo de cada rally, además de ser televisado en directo, los tres primeros clasificados se reparten puntos extras: 3 para el primero, 2 para el segundo y 1 para el tercero.

| Pos. | Piloto             | Tiempo | Difer. | Veloc. media | Puntos |
| ---- | ------------------ | ------ | ------ | ------------ | ------ |
| 1    | Sébastien Ogier    | 2:22.7 | 0.0    | 104.95 km/h  | 3      |
| 2    | Sébastien Loeb     | 2:23.0 | +0.3   | 104.73 km/h  | 2      |
| 3    | Jari-Matti Latvala | 2:23.4 | +0.7   | 104.44 km/h  | 1      |

## Clasificación final
| Pos.     | Piloto                | Copiloto               | Automóvil                | Tiempo    | Diferencia | Puntos  |
| General  | General               | General                | General                  | General   | General    | General |
| -------- | --------------------- | ---------------------- | ------------------------ | --------- | ---------- | ------- |
| 1.       | Mikko Hirvonen        | Jarmo Lehtinen         | Ford Fiesta RS WRC       | 3:23:56.6 | 0.0        | 25      |
| 2.       | Mads Østberg          | Jonas Andersson        | Ford Fiesta RS WRC       | 3:24:03.1 | 6.5        | 18      |
| 3.       | Jari-Matti Latvala    | Miikka Anttila         | Ford Fiesta RS WRC       | 3:24:30.6 | 34.0       | 15+1    |
| 4.       | Sébastien Ogier       | Julien Ingrassia       | Citroën DS3 WRC          | 3:24:44.3 | 47.7       | 12+3    |
| 5.       | Petter Solberg        | Chris Patterson        | Citroën DS3 WRC          | 3:25:27.8 | 1:31.2     | 10      |
| 6.       | Sébastien Loeb        | Daniel Elena           | Citroën DS3 WRC          | 3:26:26.9 | 2:30.3     | 8+2     |
| 7.       | Per-Gunnar Andersson  | Emil Axelsson          | Ford Fiesta RS WRC       | 3:30:18.6 | 6:22.0     | 6       |
| 8.       | Kimi Räikkönen        | Kaj Lindström          | Citroën DS3 WRC          | 3:30:58.9 | 7:02.3     | 4       |
| 9.       | Matthew Wilson        | Scott Martin           | Ford Fiesta RS WRC       | 3:34:08.1 | 10:11.5    | 2       |
| 10.      | Khalid Al Qassimi     | Michael Orr            | Ford Fiesta RS WRC       | 3:34:27.7 | 10:31.1    | 1       |
| PWRC     |                       |                        |                          |           |            |         |
| 1. (16.) | Martin Semerád        | Michal Ernst           | Mitsubishi Lancer Evo IX | 3:46:59.8 | 0.0        | 25      |
| 2. (19.) | Yuriy Protasov        | Adrian Aftanaziv       | Mitsubishi Lancer Evo X  | 3:52:17.1 | 5:17.3     | 18      |
| 3. (21.) | Nicolás Fuchs         | Rubén Francisco García | Mitsubishi Lancer Evo IX | 3:53:43.9 | 6:44.1     | 15      |
| 4. (22.) | Valeriy Gorban        | Evgeniy Leonov         | Mitsubishi Lancer Evo IX | 3:53:49.3 | 6:49.5     | 12      |
| 5. (28.) | Gianluca Linari       | Paolo Gregoriani       | Subaru Impreza WRX STI   | 4:14:45.3 | 27:45.5    | 10      |
| 6. (31.) | Dmitry Tagirov        | Anna Zavershinskaya    | Subaru Impreza WRX STI   | 4:21:53.4 | 34:53.6    | 8       |
| 7. (32.) | Oleksandr Saliuk, Jr. | Pavel Cherepin         | Mitsubishi Lancer Evo IX | 4:22:52.5 | 35:52.7    | 6       |
| 8. (33.) | Majed Al Shamsi       | Khalid Al Kedi         | Subaru Impreza WRX STI   | 4:29:52.6 | 42:52.8    | 4       |